# Centrální katolická knihovna
Centrální katolická knihovna (celým názvem Knihovna Katolické teologické fakulty Univerzity Karlovy v Praze) je specializovaná knihovna zaměřená na teologii a související obory. Sídlí v Praze, v budově arcibiskupského semináře. V jejích fondech se nachází kolem dvou set tisíc knihovních jednotek.
Vznikla v roce 2005 sloučením Centrální katolické knihovny, dříve označované jako Pokoncilní knihovna, a fakultní knihovny KTF UK.

## Pokoncilní knihovna
Pokoncilní knihovna (původně Knihovna liturgické pokoncilní obnovy) byla založena v roce 1968 Františkem Tomáškem v pražském Arcibiskupském paláci jako zdroj teologické a exilové literatury pro kněží a farníky. Přírůstky byly získávány prakticky výhradně z darů díky zahraničním mecenášům, z nichž mezi první velké patřily německé spolky Ackermann-Gemeinde a Kirche in Not.
Prvním knihovníkem se stal František Verner OCr, od roku 1982 ji vedl ThLic. Miloslav Máša a po jeho smrti v roce 1986 Josef Hřebík. V letech 1992 až 2004 byla ve správě České křesťanské akademie, ač zůstala i nadále ve vlastnictví pražského arcibiskupství. Vzhledem k rekonstrukci arcibiskupského paláce byla v roce 1996 přestěhována do budovy arcibiskupského semináře v Dejvicích a téhož roku otevřena pro veřejnost. V roce 1997 byla v souladu se záměrem kardinála Miloslava Vlka přetvořena v Centrální katolickou knihovnu.